# Krumkantad spatelguldstekel
Krumkantad spatelguldstekel (Elampus panzeri) är en stekelart som först beskrevs av Johan Christian Fabricius 1804. Arten ingår i släktet spatelguldsteklar och familjen guldsteklar. Arten är reproducerande i Sverige.